# La Tourette
La Tourette település Franciaországban, Loire megyében. Lakosainak száma 630 fő (2022. január 1.). La Tourette Luriecq, Périgneux, Saint-Bonnet-le-Château és Saint-Nizier-de-Fornas községekkel határos.

## Népesség
A település népességének változása:
| Lakosok száma | 195  | 274  | 389  | 485  | 563  | 571  | 584  | 606  | 623  | 630  |
|               | 1968 | 1982 | 1990 | 2006 | 2013 | 2015 | 2017 | 2019 | 2020 | 2022 |